# Esatanas villosus
Esatanas villosus là một loài ruồi trong họ Asilidae. Esatanas villosus được Lehr miêu tả năm 1986. Loài này phân bố ở vùng Cổ Bắc giới.